# Microweisea colombiana
Microweisea colombiana (лат.) — вид божьих коровок рода Microweisea из подсемейства Microweiseinae. Неотропика (Колумбия).

## Описание
Мелкие жуки (длина около 1 мм), по форме удлиненные, овальные. Голова темно-коричневая, почти черная, переднеспинка черная. Надкрылья красновато-коричневые до черного. Нижняя сторона переднеспинки темно-коричневая почти черная. Мезо- и метастернум чёрные. Нижнечелюстные щупики и усики темно-коричневые. Ноги темно-коричневые. Эпиплевры темные красновато-коричневые. Брюшко коричневое. Вид узнаваем по тому, что один парамер в три раза длиннее другого и очень широкой базальной лопасти в боковой проекции. Кроме того, Microweisea отличается от Coccidophilus десятичлениковыми усиками с трехчлениковым булавой.